# Hispidulina
Hispidulina es una flavona de origen natural con actividad potencial antiepiléptico.